# Hu Ming
Hu Ming (en xinès tradicional: 呼 鳴; en xinès simplificat: 呼鸣; en pinyin: Hū Míng) és una pintora xinesa nascuda el 1955.
Els seus avantpassats eren originaris de Mongòlia. Els seus pares eren metges militars que tenien el desig que la seva filla seguís els seus passos, però ella si bé va ingressar a l'exèrcit no va voler estudiar medicina, tot i que va treballar a la infermeria en un hospital militar, la qual cosa li va permetre un gran coneixement de l'anatomia humana. A l'escola va demostrar la seva habilitat pel dibuix i a causa de la responsabilitat que va assumir pensant en les conseqüències de dibuixar el líder Mao Tse Tung lluny dels gustos dels responsables polítics, va arribar a millorar molt la seva tècnica artística. Va tenir ocasió de llegir una obra sobre Miquel Àngel que els seus superiors no permetien llegir i es va entusiasmar amb aquest artista renaixentista. En la seva joventut va realitzar diferents feines (la de bibliotecària va influir molt en el seu futur). Finalment, i amb moltes dificultats, el 1979, Ming comença els seus estudis a la universitat (Departament d'Art de Tianjin; en xinès: 天津美术学院). S'especialitza en tradicional “gongbi”. A la seva classe, se li encarrega la còpia de pintures d'unes grutes budistes que li permeten conèixer a fons l'art antic xinès. És en aquest centre que el 1983, com a treball de graduació, va poder triar-ne un de relacionat amb la ruta de la Seda i la Gran muralla. Aquell mateix any torna a l'hospital militar. Llavors va tenir l'oportunitat de treballar en pel·lícules de l'exèrcit. Després de 20 anys, abandona la vida militar i va a Nova Zelanda a estudiar anglès. A Auckland, va obrir la seva pròpia galeria d'art. Més endavant, en el canvi de segle, va anar a viure a Austràlia.
Inicialment pintava aquarel·les, però més tard va pintar a l'oli i abandonà definitivament les aquarel·les. Se la considrea una inovadora en l'art xinès contemporani; les seves pintures combinen l'estil modern amb l'antic, s'hi respira humor, la temàtica militar és omnipresent (però també hi són presents camperoles i treballadores), les dones són boniques i fortes, i traspuen erotisme. També destaca la seva pintura en què apareixen dones i peixos. Ha exposat a la Xina i, amb molt d'èxit, a Austràlia i Alemanya.